# Roger Bréval
Roger Bréval est un peintre, illustrateur et enseignant français du XXe siècle, connu principalement pour son activité artistique en Égypte entre 1920 et 1937, où il a joué un rôle important dans le développement de la scène artistique cairote.

## Biographie
Roger Bréval naît à Beauvais dans une famille d'artisans. Inspiré par l'architecture gothique et les verrières de la cathédrale Saint-Pierre de Beauvais, il s'oriente vers les arts décoratifs en suivant la voie de son grand-père peintre-verrier à l'âge de dix-sept ans. Pour compléter ses revenus, il intègre la Manufacture nationale de tapisserie de Beauvais où il acquiert une formation technique dans les arts décoratifs.
Il poursuit sa formation artistique à Paris, étudiant simultanément à l'École nationale supérieure des beaux-arts et à l'École nationale supérieure des arts décoratifs. Entre 1912 et 1913, il participe aux travaux de décoration de la coupole du théâtre des Champs-Élysées sous la direction du peintre du mouvement Nabi Maurice Denis (1870-1943), collaboration qui marque durablement son approche stylistique et son intérêt pour le symbolisme.
Après plusieurs voyages en Égypte, Bréval s'y établit définitivement en 1920. Il obtient un poste de professeur de peinture à l'École des beaux-arts du Caire qu'il occupe jusqu'à son départ définitif d'Égypte en 1937.

## Le groupe La Chimère

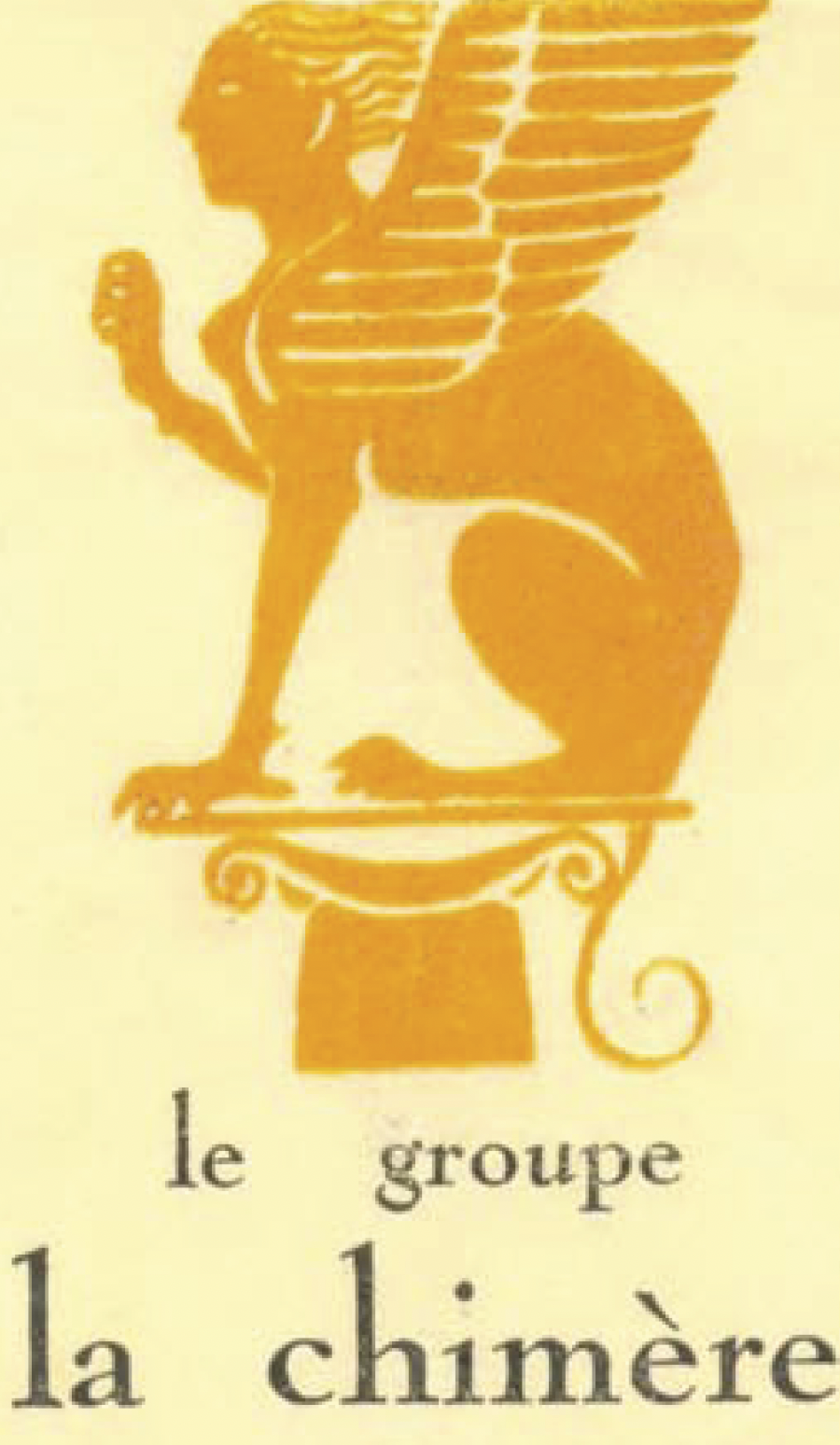
Emblème de La Chimère - Roger Bréval, en-tête de papier à lettres 1927 - Archives Eimad Abou Ghazi.

Le 25 octobre 1924, Roger Bréval fonde, avec le sculpteur égyptien Mahmoud Moukhtar, le groupe artistique La Chimère, qui deviendra un pôle d'attraction majeur pour les artistes, écrivains, poètes et journalistes du Caire. Ce groupe, qui marquera la vie intellectuelle et culturelle cairote pendant une quinzaine d'années, se présente comme une alternative à l'officielle Société des Amis de l'Art.
L'emblème du groupe, dessiné par Bréval lui-même, représente un Sphinx ailé de style Art déco campée sur un piédestal dorique, évoquant le fantasme, le rêve et l'érotisme incarnés par ce monstre fabuleux cher aux symbolistes.
Le siège du groupe est établi dans l'atelier de Bréval, situé au centre-ville du Caire, au numéro 14 de la rue Antikhana, un quartier fréquenté par de nombreux artistes. C'est dans cet atelier, décrit par le poète Ahmed Rassim comme « un monde de charmes [...] où les cadres étaient des fenêtres ouvertes », que se tiennent quotidiennement les réunions du groupe. (Radwan, N. Les modernes d'Égypte.)
La première exposition de La Chimère se tient du 21 au 29 décembre 1924 dans l'atelier de Bréval, avec la participation des peintres Roger Bréval, Mohamed Naghi, Mahmoud Saïd et Charles Boeglin. À partir de décembre 1926, les expositions du groupe prennent le nom de « Salon », créant ainsi une alternative au Salon du Caire, une sorte de « Salon des indépendants » pour les artistes égyptiens.

## Œuvres
L'œuvre de Roger Bréval est variée et comprend peintures, illustrations et affiches publicitaires :
- Peintures : Il illustre principalement des scènes de la vie quotidienne, des quartiers populaires du Caire et des paysages du bord du Nil. On peut citer parmi ses œuvres connues La récolte du blé (1926, conservée au Musée agricole du Caire).
- Œuvres décoratives : L'influence de Gustave Moreau (1826-1898) se manifeste surtout dans ses œuvres décoratives comme La Légende de Psyché ou Salomé (vers 1920).
- Illustrations : En 1930, il publie vingt sanguines érotiques pour illustrer Les Chansons de Bilitis, traduction fictive des légendes de la poétesse de Lesbos imaginée par Pierre Louÿs. L'une d'entre elles, intitulée Les Courtisanes égyptiennes, rappelle par sa composition Les marchands de Melon peint par Émile Bernard lors de son séjour au Caire en 1895.
- Aquarelles : En 1937, Bréval collabore avec Edmond Pauty, architecte-expert du Comité des Monuments arabes, et Étienne Meriel à un ouvrage intitulé Les Églises Coptes du Caire [2] pour lequel il réalise des aquarelles représentant des vues intérieures et extérieures des églises d'Abou Safein, al-Adra, Abou Sargah et Amba Shenouda.
- Affiches publicitaires : Bréval est également affichiste et on lui doit quelques affiches publicitaires pour la promotion du tourisme en Égypte.
- Illustrations pour périodiques : Il crée notamment la page de couverture de la revue L'Égypte Nouvelle en l'illustrant avec une pharaonne de style Art déco au torse dénudé tendant ses bras vers le dieu Soleil, Amon Râ. Il réalise également les illustrations d'un recueil de poesie rustique de Philéas Lebesque Ma cueille des quatre saisons [3]

## Influence et héritage
Roger Bréval joue un rôle fondamental dans le développement de la scène artistique égyptienne des années 1920-1930. Son influence se fait sentir tant par son activité d'enseignant à l'École des Beaux-Arts du Caire que par son rôle de fondateur et d'animateur du groupe La Chimère.
À travers La Chimère et son pendant littéraire, le groupe des Amis de La Chimère, Bréval contribue à une intense activité culturelle au Caire, regroupant artistes égyptiens et étrangers autour d'un objectif commun : promouvoir une renaissance artistique indépendante en Égypte, inspirée de la peinture et de la sculpture occidentales, mais basée sur l'inspiration de sujets égyptiens.
L'hebdomadaire L'Égypte Nouvelle, fondé par l'avocat José Canéri, se fait le vecteur des idées du groupe. Comme le rappelle Canéri : « Pendant trois années et demi le signataire de ces lignes à la tête de L'Égypte Nouvelle, Roger Bréval, à la tête de La Chimère, devinrent les deux centres névralgiques de la sensibilité, de la pensée, de la vénusté ambiantes. »